# Палоц (суп)
Палоц (палоцкий суп, палоцлевеш, венг. palócleves) — венгерский суп, похожий на гуляш, но более лёгкий и немного кислый на вкус. Вопреки распространенному мнению, суп не был назван в честь палоцев (половцев) — подгруппы венгров, проживающей на севере Венгрии и на юге Словакии.
Происхождение супа точно не известно, существует несколько легенд. Самая известная из них приписывает авторство супа отцу Кароя Гунделя Яношу Гунделю по случаю открытия ресторана, на которое был приглашен известный писатель Кальман Миксат, родившийся в палоцком селе и писавшего о палоцах. Гундель назвал суп по прозвищу Миксата — «величайшего из палоцев». Журналист Элек Мадьяр, автор известной поваренной книги «Кулинарное искусство и венгерская кухня», утверждал, что этот суп, созданный для кулинарного конкурса так понравился жюри, что они съели его по две миски.
Палоцкий суп обычно готовят из баранины, свинины или говядины, реже из индейки. Обжаренный лук со специями и тушёное в нём мясо заливаются бульоном или водой. Овощи (картофель, стручковая фасоль, морковь) добавляются, когда мясо практически готово. В старых рецептах овощи готовили отдельно. Специи: тмин, лавровый лист, острый красный перец, паприка. В суп обычно добавляют сметану, загущенную мукой, но можно подавать её в отдельной посуде. Для придания супу кисловатого вкуса, используется уксус или лимон. Готовый суп при подаче посыпается укропом.